# Alchemilla hebescens
Alchemilla hebescens é uma espécie de rosácea do gênero Alchemilla, pertencente à família Rosaceae.